# Steffi Hanzlik
Steffi Hanzlik, née le 30 décembre 1975 à Schmalkalden, est une skeletoneuse allemande active au début des années 2000. Elle devient championne du monde en 2000 à Igls. Lors de sa seule participation aux Jeux olympiques en 2002, elle prend la septième place. Elle a aussi gagné deux fois la Coupe du monde en 1997 et 1999.

## Palmarès

### Championnats du monde
- 2000 :  Médaille d'or.

### Coupe du monde
- 2 globes de cristal en individuel : vainqueur en 1997 et 1999.
- 16 podiums individuels : 11 victoires, 4 deuxièmes places et 2 troisièmes places.

#### Détails des victoires en Coupe du monde
| Édition   | Piste                            | Total |
| 1996-1997 | Königssee Igls La Plagne         | 3     |
| 1997-1998 | Calgary                          | 1     |
| 1998-1999 | Park City Calgary Igls Königssee | 4     |
| 2000-2001 | Winterberg Nagano                | 2     |
| 2001-2002 | Königssee                        | 1     |